# 圣母广场 (布拉格)

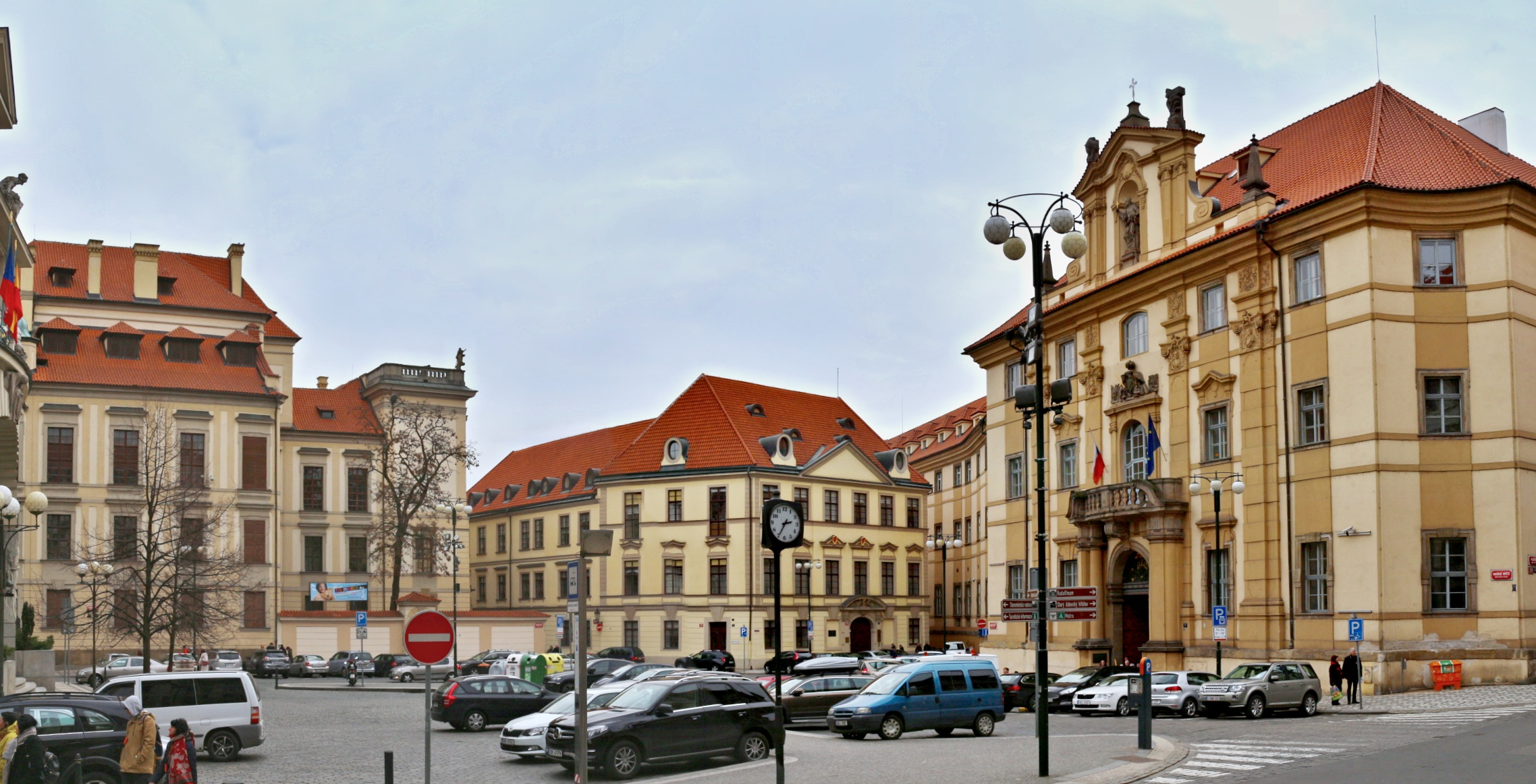
圣母广场

圣母广场（捷克语：Mariánské náměstí）是捷克共和国布拉格第一区布拉格老城的一个广场。它的周围环绕着著名公共建筑，包括克莱门特学院（Clementinum）即捷克共和國國家圖書館、布拉格新市政厅与布拉格市长官邸和布拉格市议会、克拉姆-葛拉斯宫（Clam-Gallasův palác）以及特劳特曼斯多夫宫（Trauttmansdorffský palác）。

## 历史
广场的当前名称来自已消失的水坑圣母堂（Kostel Panny Marie Na louži），在现在的克拉姆-葛拉斯宫旁边。
在20世纪，该广场开始被用作大型停车场。2019年，布拉格市议会决定将广场改建为步行区。布拉格规划与发展研究所决定由捷克建筑工作室Xtopic 研究广场未来的外观。重建工作应在2024年完成。 从2019年9月开始，取消停车场，广场改为举办文化活动。